# Novopávlovka (Krasnodar)
Novopávlovka (del ruso: Новопавловка) es un selo del raión de Bélaya Glina del krai de Krasnodar de Rusia. Está situado próximo a la frontera del óblast de Rostov, a orillas del río Rasipnaya, afluente del Yegorlyk, de la cuenca del Don, 14 km al sur de Bélaya Glina y 188 km al nordeste de Krasnodar, la capital del krai. Tenía 2 514 habitantes en 2010
Es cabeza del municipio Novopávlovskoye, al que pertenecen asimismo Kuleshovka y Mekletá.